# Сайєд Разі Мусаві
Сайєд Разі Мусаві (англ. Sayyed Razi Mousavi); 1963, Зенджан — 25 грудня 2023) — іранський воєначальник, бригадний генерал КВІР.

## Біографія
Мусаві народився в 1962 чи 1963 році, з 1980-х років служив у Сирії в елітному підрозділі КВІР «Кудс», сприяючи перекиданню зброї та засобів до рук ліванського воєнізованого угруповання «Хезболла». У 1990 році він взяв на себе роль глави іранського логістичного підрозділу в Сирії, відомого як "Загін 2250". Протягом усієї громадянської війни в Сирії Мусаві неодноразово зазнавав замахів, організованих Ізраїлем. 
Мусаві був ліквідований 25 грудня 2023 року в результаті цілеспрямованого ізраїльського авіаудару по його резиденції в Сайїді Зайнаб, за 10 км (6 миль) на південь від Дамаска, під час війни між Ізраїлем та ХАМАСом. На момент смерті Мусаві вважався найвпливовішим воєначальником Ірану в Сирії..